# La chiamavano Bilbao
La chiamavano Bilbao (Bilbao) è un film del 1978 diretto da Bigas Luna.

## Trama
Leo è sposato con Maria. La loro relazione sentimentale è in crisi. Per fuggire dalla routine quotidiana, il protagonista frequenta alcuni locali notturni di Barcellona. Una sera, si esibisce Bilbao, una seducente ballerina che diventa, per l'uomo, una vera ossessione. Decide, quindi, di attuare un gesto estremo: rapirla e imprigionarla in un luogo segreto.

## Distribuzione
Il film venne presentato fuori concorso al Festival di Cannes.
Fu il primo lungometraggio di Bigas Luna a essere stato distribuito nelle sale cinematografiche italiane (nonostante il suo esordio sia Tatuaggio). Ciò è stato possibile grazie all'intervento di Marco Ferreri, il cui nome compare in tutte le locandine nostrane.
È stato, in seguito, edito in formato home video (VHS). Non sono presenti, tuttavia, edizioni DVD o Blu-Ray in lingua italiana.

## Accoglienza

### Critica
Paolo Mereghetti commenta  la pellicola come «uno dei più coinvolgenti, cupi e morbosi ritratti di un maniaco».
Morando Morandini giudica il lungometraggio come un'analisi perfetta del «fetido mondo borghese», comparando il ruolo del regista a quello di un entomologo.
Lo studioso Ramon Espelt esamina il film come un «rimando continuo alle fantasie uterine». Ciò è evidente dalla preferenza di luoghi scuri e chiusi, marcati da atmosfere notturne.

## Citazioni e omaggi
Il film di Pedro Almodóvar Légami! prende spunto dalla trama e omaggia più volte il lavoro di Luna.